# Рубеж (Гомельский район)
Рубеж (бел. Рубе́ж) — посёлок в Тереничском сельсовете Гомельского района Гомельской области Республики Беларусь.

## География

### Расположение
В 25 км на северо-запад от Гомеля.

### Гидрография
На востоке и юге мелиоративные каналы, соединённые с рекой Хочемля (приток реки Уза).

## Транспортная сеть
Транспортные связи по просёлочной, затем автомобильной дороге Жлобин — Гомель. Планировка состоит из чуть изогнутой улицы, ориентированной с юго-запада на северо-восток и застроенной двусторонне деревянными усадьбами.

## История
Основан в начале XX века переселенцами из соседних деревень. В 1926 году в Тереничском сельсовете Уваровичского района Гомельского округа. В 1930 году жители вступили в колхоз. Во время Великой Отечественной войны 14 жителей погибли на фронте. В 1959 году в составе колхоза «1 Мая» (центр — деревня Тереничи).

## Население

### Численность
- 2004 год — 26 хозяйств, 39 жителей.

### Динамика
- 1926 год — 19 дворов, 105 жителей.
- 1959 год — 150 жителей (согласно переписи).
- 2004 год — 26 хозяйств, 39 жителей.